# Новая Кярьга
Новая Кярьга — деревня в Атюрьевском районе Республики Мордовия. Входит в состав Новочадовского сельского поселения.

## История
Основана во второй половине XIX века переселенцами из села Старая Кярьга.

## Население
| 2002 | 2010 |
| ---- | ---- |
| 153  | ↘118 |

Национальный состав
Согласно результатам Всероссийской переписи населения 2002 года, в национальной структуре населения мордва — 100 %.